# Songzhuang, Peking
Songzhuang (kinesiska: 宋庄, 宋庄镇) är en köping i Kina. Den ligger i Tongzhou i provinsen Peking, i den nordöstra delen av landet, 28 km öster om huvudstaden Peking. Antalet invånare är 104 143. Befolkningen består av 48 317 kvinnor och 55 826 män. Barn under 15 år utgör 8,0 %, vuxna 15-64 år 84 %, och äldre över 65 år 7,0 %.